# Konstanty Łotocki
Konstanty Emil Łotocki (ur. 24 stycznia 1890 w Wadowicach, zm. między 16 a 19 kwietnia 1940 w Katyniu) – major intendent Wojska Polskiego, ofiara zbrodni katyńskiej.

## Życiorys
Był synem Emila i Anastazji z Bazarów. Absolwent III Gimnazjum w Krakowie. W Wojsku Polskim od 1920. 20 maja 1920 został awansowany do stopnia porucznika sanitarnego. Uczestniczył w wojnie polsko-bolszewickiej w szeregach 13 pułku piechoty. 
Po zakończeniu działań wojennych pozostał w wojsku. W 1922 jako kapitan był komendantem kadry X baonu sanitarnego. W lutym 1926 został zatwierdzony na stanowisku pełniącego obowiązki kierownika I referatu administracji rezerw i zastępcy komendanta Powiatowej Komendy Uzupełnień Ostrowiec. W 1930 został przeniesiony z działu sanitarnego do działu kancelaryjnego w korpusie oficerów administracyjnych. Z dniem 1 listopada 1932 został wysłany na czteromiesięczną praktykę u płatnika 25 pułku ułanów w Prużanie. Po zakończeniu praktyki został przeniesiony do 25 puł na stanowisko płatnika, a z dniem 15 sierpnia 1933 roku przeniesiony do korpusu oficerów intendentów. Od 1935 (a od 1936) w stopniu majora ze starszeństwem z dniem 1 stycznia 1936 i pierwszą lokatą służył w Kierownictwie Zaopatrzenia Intendentury MSWojsk. jako kierownik referatu rachuby pieniężnej.
W czasie kampanii wrześniowej dostał się do sowieckiej niewoli. Według stanu z kwietnia 1940 był jeńcem kozielskiego obozu. Ostatnią wiadomość od Łotockiego wysłaną z Kozielska żona otrzymała 24 grudnia 1939. Między 15 a 17 maja 1940 przekazany do dyspozycji naczelnika smoleńskiego obwodu NKWD – lista wywózkowa 029/1 poz. 89 nr akt 4175, z 13 kwietnia 1940. Został zamordowany między 16 a 19 kwietnia 1940 przez NKWD w lesie katyńskim. Prawdopodobnie zidentyfikowany podczas ekshumacji prowadzonej przez Niemców w 1943, zapis w dzienniku ekshumacji z 13.05.1943 pod numerem 1681. Prawdopodobnie figuruje na liście AM-217-1861 (jako nierozpoznany oficer - major) i liście Komisji Technicznej PCK pod numerem: GARF-66-01861 (jako nierozpoznany major). Przy tych szczątkach znaleziono kartę pocztową z adresem nadawcy Z. Łotocka, Gdańska 2 m 25, Warszawa. Nazwisko wraz z inicjałem imienia, oraz miejsce nadania przesyłki pokrywają się z danymi małżonki majora. Pośród czterech oficerów o nazwisku Łotocki tylko Konstanty mieszkał w Warszawie, co wskazuje prawie jednoznacznie na Konstantego Łotockiego. Znajduje się na liście ofiar (pod nr 01861) opublikowanej w Gońcu Krakowskim nr 127, w Nowym Kurierze Warszawskim nr 133 z 1943. W Archiwum Robla (pakiet 0747-05) w rzeczach znalezionych przy ppor. rez. Feliksie Gadomskim znajduje się kalendarzyk z zapisanym nazwiskiem Łotockiego. Postanowieniem Sądu Grodzkiego w Krakowie I Zg. 688/48 z dnia 21.06.1949 został uznany za zmarłego.
Był żonaty z Zofią, miał dwójkę dzieci. Mieszkał w Warszawie.

## Ordery i odznaczenia
- Krzyż Walecznych[21]
- Złoty Krzyż Zasługi (25 maja 1939)[22]
- Srebrny Krzyż Zasługi
- Medal Pamiątkowy za Wojnę 1918–1921
- Medal Dziesięciolecia Odzyskanej Niepodległości

## Upamiętnienie
- Minister Obrony Narodowej Aleksander Szczygło decyzją Nr 439/MON z 5 października 2007 awansował go pośmiertnie na stopnień podpułkownika[23]. Awans został ogłoszony 9 listopada 2007 w Warszawie, w trakcie uroczystości „Katyń Pamiętamy – Uczcijmy Pamięć Bohaterów”
- Krzyż Kampanii Wrześniowej – zbiorowe, pośmiertne odznaczenie pamiątkowe wszystkich ofiar zbrodni katyńskiej (1 stycznia 1986)